# Municipio de Spring Creek (condado de Saline)
El municipio de Spring Creek (en inglés: Spring Creek Township) es un municipio ubicado en el condado de Saline en el estado estadounidense de Kansas. En el año 2010 tenía una población de 410 habitantes y una densidad poblacional de 2,2 personas por km².

## Geografía
El municipio de Spring Creek se encuentra ubicado en las coordenadas 38°47′15″N 97°52′18″O / 38.78750, -97.87167. Según la Oficina del Censo de los Estados Unidos, el municipio tiene una superficie total de 186.29 km², de la cual 185,89 km² corresponden a tierra firme y (0,21 %) 0,39 km² es agua.

## Demografía
Según el censo de 2010, había 410 personas residiendo en el municipio de Spring Creek. La densidad de población era de 2,2 hab./km². De los 410 habitantes, el municipio de Spring Creek estaba compuesto por el 96,1 % blancos, el 0,49 % eran amerindios, el 0,24 % eran isleños del Pacífico, el 0,98 % eran de otras razas y el 2,2 % eran de una mezcla de razas. Del total de la población el 3,17 % eran hispanos o latinos de cualquier raza.